# Budwischken
Der bis zum Jahr 1938 als Budwischken und von 1938 bis 1946 als Oberndorf bezeichnete Ort ist eine Wüstung im Rajon Prawdinsk der russischen Oblast Kaliningrad.

## Geographische Lage
Die Wüstung Budwischken/Oberndorf liegt rund 25 Kilometer östlich der Rajonshauptstadt Prawdinsk (Friedland (Ostpr.)) und rund 20 Kilometer nördlich der früheren Kreisstadt Gerdauen (Schelesnodoroschny).
An Budwischken vorbei verläuft direkt der Fluss Aschwöne (Swine, russisch: Putilowka). Der Ort erstreckte sich südlich des Flusses. 
Budwischken war über eine rund 500 Meter lange Nebenstraße an die nunmehr russische Fernstraße R 508 im Streckenabschnitt zwischen Osjorsk (Darkehmen, 1938–1945 Angerapp) und Snamensk (Wehlau) angebunden. Diese Nebenstraße existiert heute allerdings nicht mehr. Darüber hinaus bestand eine direkte Straßenverbindung in das benachbarte Schönlinde, welcher heute noch als einfacher Weg existent ist und über diese die Wüstung noch erreicht werden kann. 
Eine direkte Bahnanbindung bestand nicht. Genutzt wurde der rund 13 Kilometer entfernte Bahnhof Klein-Gnie (heute Mosyr) an der Bahnstrecke Thorn–Insterburg. 

## Geschichtliches
Budwischken wurde erstmals im Jahr 1560 erwähnt. Im Jahr 1625 wurde der Ort als Budtwetzschen bezeichnet, 1698 als Budwetschen. Der Name könnte laut Heimatforschungen auf das pruzzische Wort buda, was soviel bedeutet wie Hütte, zurückgehen. Weitere namentlichen Erwähnungen aus dieser Zeit waren Budewegschen (um 1601) sowie Budischken (um 1662). 
Am 30. September 1928 erfolgte der Zusammenschluss der Landgemeinden Budwischken, Jodeglienen und Schönlinde zur neuen Landgemeinde Schönlinde. Ebenso wie Schönlinde wurde auch die kleine Gemeinde Budwischken in den Amtsbezirk Muldszen (1936–1938 Muldschen, 1938–1946 Mulden, russisch: Perewalowo) eingegliedert und gehörte somit bis 1945 zum Landkreis Gerdauen im Regierungsbezirk Königsberg der preußischen Provinz Ostpreußen. Im Jahre 1910 zählte Budwischken 87 Einwohner. Das Dorf bildete bis 1945 zusammen mit Jodeglienen (1938–1946 Wiedenau) die neuen Landgemeinde Schönlinde. Am 3. Juni 1938 wurde Budwischken in „Oberndorf“ umbenannt. 
Infolge des Zweiten Weltkrieges kam das nördliche Ostpreußen und mit ihm das Dorf Budwischken 1945 zur Sowjetunion und wurde 1947 in „Bystrjanka“ umbenannt.
Budwischken/Oberndorf wurde allerdings in den Nachkriegsjahren gänzlich aufgegeben und existiert bereits einige Jahrzehnte nicht mehr. Die Ortsbezeichnung „Bystrjanka“ blieb jedoch erhalten und bezeichnete später die drei Kilometer weiter nordöstlich gelegene Siedlung Mulden. Das Areal der Wüstung Budwischken/Oberndorf gehört heute zur russischen Siedlung Linjowo (Schönlinde).
Zu welchem Zeitpunkt das Dorf aufgegeben wurde, ist bislang nicht nachvollziehbar. Durch die erfolgte Umbenennung im Jahr 1947 kann zwar darüber hinaus zunächst von einem Fortbestand dieser Siedlung ausgegangen werden, inwieweit jedoch eine Neubesiedlung durch sowjetische Zuwanderer stattfand, ist nicht belegt. Im Jahr 1990 existierte der Ortsteil augenscheinlich seit einem sehr längeren Zeitpunkt bereits nicht mehr.

## Budwischken heute
Vom Ort selbst ist nahezu nichts mehr erhalten. Auf Grund des noch vorhandenen Baumbestandes und der noch teils existenten Wege innerorts der Wüstung kann die einstige Größe des Ortes noch in etwa ausgemacht werden. Sämtliche Gebäude und Bauwerke sind abgetragen.

## Kirche
Mit seiner mehrheitlich evangelischen Bevölkerung war Bundwischken bis 1945 in das Kirchspiel Muldszen (1936–1938 Muldschen, 1938–1945 Mulden, seit 1947: Perewalowo) eingepfarrt. Es gehörte zum Kirchenkreis Gerdauen (seit 1946: Schelesnodoroschny) innerhalb der Kirchenprovinz Ostpreußen der Kirche der Altpreußischen Union.